# Teatro de Ópera y Ballet de Odesa
El Teatro de Ópera y Ballet de Odesa, cuyo nombre oficial es Teatro Académico Nacional de Opera y Ballet de Odesa, es el teatro más antiguo de Odesa, Ucrania. El Teatro y la Escalera de Potemkin son los edificios más famosos en Odesa.
El primer teatro de la ópera fue abierto en 1810 y destruido por el fuego en 1873. El edificio moderno fue construido por Fellner y Helmer en estilo neo-barroco y abierto en 1887. El vestíbulo es de un lujoso estilo rococó. Su acústica extraordinaria permite escuchar un cuchicheo cualquier parte del vestíbulo. La renovación más reciente del teatro fue completada en 2007.

## Historia
El arquitecto de San Petersburgo Thomas de Thomon diseñó el primer teatro de ópera, abierto el 10 de febrero de 1810. Este primer teatro estaba en casi exactamente el mismo lugar que el teatro actual. La entrada principal con su columnata, encaraba el mar. Este no tenía vestíbulo. En 1831, Michael Vorontsov, el gobernador-general de Nueva Rusia, decidió asignar los nuevamente instituidos honorarios de cuarentena al Teatro de Odesa. 

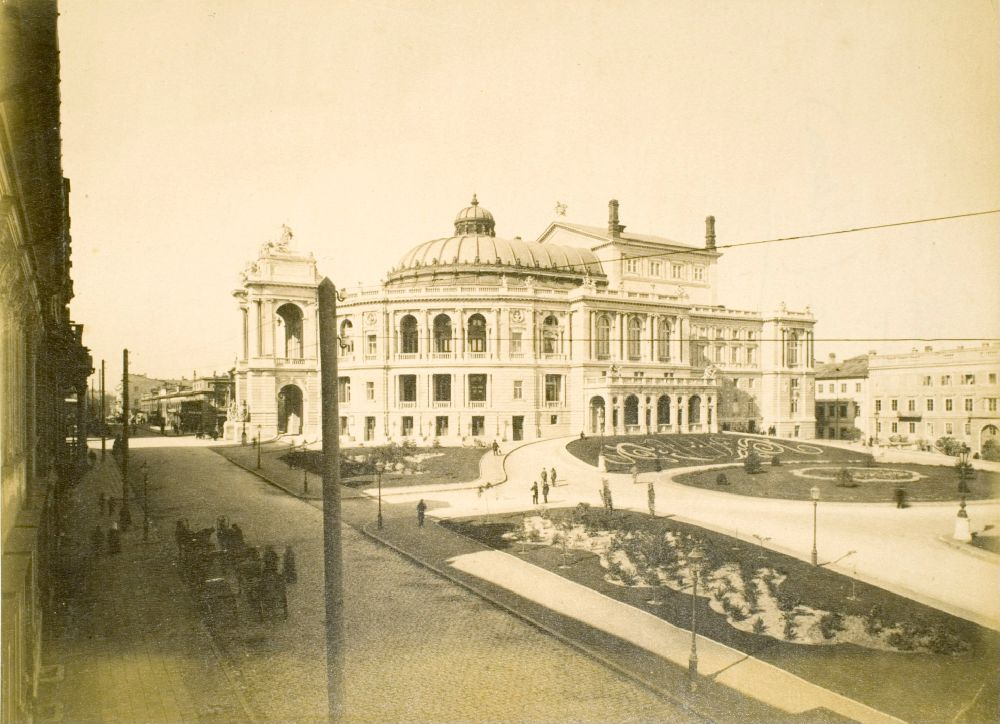
Opera, Odesa, Department of Image Collections, National Gallery of Art Library, Washington D. C.

El historiador Charles Rey explica que los inspectores médicos en Odesa eran también los propietarios del Teatro de Odesa. Cuándo las ventas de entradas bajaba, anunciaban el descubrimiento de un infección entre los pasajeros recién llegados y los ponían en cuarentena en su propio coste. Los gastos del lazaretto, donde los pasajeros permanecían, eran utilizados para emplear primeros artistas para el teatro.
En la noche del 2 de enero de 1873, el edificio fue destruido por el fuego. Una campaña de la recaudación de fondos empezó inmediatamente. La ciudad anunció un concurso internacional para el diseño del teatro. Cuarenta diseños fueron sometidos, pero ninguno fue escogido, por último, el proyecto fue redactado inspirado en la Dresde Semperoper y se construyó en 1878, con su vestíbulo no tradicional que sigue las curvaturas de un auditorium. Dos arquitectos vieneses, Fernand Fellner y Hermann Helmer comenzaron a construirlo en 1883. La primera piedra fue colocada en el 16 de septiembre de 1884. En el 1 de octubre de 1887 el teatro fue terminado, costando 1.300.000 rublos. Fue denominado el Teatro de la Ciudad de Odesa.
El teatro fue el primer edificio en Odesa de emplear la Compañía de Edison con iluminación eléctrica. Para mantener a los patrocinadores del teatro cómodos en los veranos, los trabajadores bajaban carretadas de hielo y paja abajo un túnel, llevándolo por el mismo a un sótano bajo el vestíbulo, donde r aire refrescado subía a una aberturas bajo los asientos. 
En 1925 el edificio ardió por segunda vez. Una historia cuenta que cuando los ciudadanos de Odesa supieron que el coste de reconstrucción era de 1,3 millones rublos de oro, suspiraron, pero cuando vieron el nuevo teatro, suspiraron otra vez, esta vez en admiración.
Durante la Segunda Guerra Mundial, Nikita Jruschov visitó Odesa inmediatamente después de que fuera liberada. Jruschov informó que sólo un rincón del edificio había sido dañado por el enemigo. El teatro fue remodelado de nuevo en el 1960.
El teatro se asienta en un suelo cambiante y corría riesgo de desplome. Las primeras grietas en la base aparecieron casi tan pronto como el teatro reabrió. La mitad oriental del teatro se doblegó casi quince centímetros en sus primeros tres años, y seis paredes comenzaron a inclinar. Gleb Dranov, un antiguo cantante de ópera, que cantó en el teatro durante 25 años, y que trabajó cinco años como geólogo, ayuda la reparación el edificio.
La fachada del edificio está decorada en estilo barroco italiano. En los nichos están los bustos de Mijaíl Glinka, Nikolái Gógol, Aleksandr Griboyédov y de Aleksandr Pushkin. El gran vestíbulo fue remodelado estilo de Luis XVI, y está decorado generosamente con figuras doradas de estuco. Los arquitectos proporcionaron al vestíbulo veinticuatro salidas, para evitar tragedias en caso de un fuego.

## Actualidad
En 2 de marzo de 2022, en el marco de la invasión de Rusia a Ucrania, y cara al acercamiento de las fuerzas rusas a Odesa por el mar Negro, se ha mencionado el nombre del Teatro de la Ópera como un destino bajo grave amenaza de ataque. Muchos cantantes y bailarines del Teatro se encuentran ahora mismo como refugiados en el extranjero, como es el caso  su primera solista la soprano Anastasia Golub que ha solicitado protección temporal en España.